# Koninklijke Orkestvereniging Symphonia
De Koninklijke Orkestvereniging Symphonia was een Rotterdams symfonieorkest voor amateurmusici dat speelde van 1861 tot 2001. Gedurende honderdveertig jaar gaf het gezelschap minstens twee keer per seizoen een concert. Er zijn zelfs bronnen die suggereren dat Symphonia tien of twintig jaar vroeger dan het officiële oprichtingsjaar 1861 is begonnen. Dat het orkest zo lang heeft bestaan is opmerkelijk, want vanaf het prille begin werd het herhaaldelijk met opheffing bedreigd.

## Bekende dirigenten en solisten
Symphonia onderscheidde zich door de jaren heen met een originele repertoirekeuze. Vaak speelde het orkest premières, min of meer vergeten composities en werken van eigentijdse Nederlandse componisten. Dit alles onder leiding van professionele dirigenten zoals: Georg Rijken (van 1896 tot 1936), Toon Verhey (1936-1938), Jaap Stotijn (1946-1955), Louis Stotijn (1955-1966) en Henk Briër (van 1966-2001). 

Menig beginnend talent dat zich later wist te ontwikkelen tot bekend musicus heeft bij Symphonia de nodige podiumervaring opgedaan. Maar ook reeds beroemde solisten gaven concerten met de Symphonianen, zoals de bariton Bernard Kruysen, pianist George van Renesse, violist Herman Krebbers en celliste Quirine Viersen. Er werd bovendien af en toe samengewerkt met andere muziekgezelschappen, zoals de Koninklijke Zangvereeniging Rotte's Mannenkoor.

## Liefdadigheidsconcerten
In de periode 1945-1975 leverde het orkest een bescheiden bijdrage aan de wederopbouw van Rotterdam, door de opbrengst van alle concerten te bestemmen voor hoofdzakelijk lokale goede doelen. In dat kader vond ook de première plaats van de tiende symfonie van Henk Badings in begin 1962. De laatste jaren ontving Symphonia overheidssubsidie. Vooral door gebrek aan nieuwe orkestleden besloot de vereniging in 2001 zichzelf op te heffen.

## Website: woord, beeld en geluid
In juli 2008 is een website gelanceerd over de geschiedenis van Symphonia in woord, beeld en geluid, met als basistekst een niet eerder gepubliceerd artikel van de musicologe drs. Tilly Jumelet-van Doeveren (1929-2004). En verder presenteert de site archieffoto's, geluidsopnamen, kronieken uit jubileumuitgaven, krantenartikelen, fragmenten uit berijmde jaarverslagen, een overzicht van alle liefdadigheidsconcerten en de vrijwel complete verzameling van bijna 400 concertprogramma's.